# Lui è tornato
Lui è tornato (Er ist wieder da) è un romanzo dello scrittore tedesco Timur Vermes. Il libro racconta il risveglio di Adolf Hitler nella Berlino odierna, dopo che ha perso conoscenza al momento di suicidarsi nel Führerbunker.

## Trama
Adolf Hitler si risveglia da uno stato di ibernazione (che lo ha fatto rimanere con la sua stessa età del "presunto" suicidio, tra il terreno e l'inferno) in un cortile di Berlino nel 2011, convinto di trovarsi ancora nella capitale della Germania investita dall'offensiva dell'Armata rossa nell'aprile 1945. In realtà si rende conto gradualmente che sono passati più di 66 anni e che la Germania ha perso la seconda guerra mondiale.
Solo, senza abitazione né punti di riferimento, suscita la compassione di un edicolante che gli permette di dormire nel suo chiosco. L'uomo, convinto che Hitler sia un imitatore, chiama Sensenbrink, una sua conoscenza che lavora per una casa di produzione televisiva. Nessuno crede, naturalmente, che si tratti del vero Hitler, ma la sua rassomiglianza fa sì che venga inserito come ospite in una trasmissione TV durante la quale le sue deliranti affermazioni sono talmente esagerate da essere scambiate per satira antinazista.
Il conduttore della trasmissione, Ali Gagmez, è infuriato perché gli ha rubato la scena, ma gli ascolti hanno un'impennata e Hitler viene ingaggiato in maniera stabile dalla casa di produzione Flashlight diretta dalla signora Bellini.
Paradossalmente, nessuno può credere che si tratti davvero di Adolf Hitler, e sia gli ascoltatori che la gente di spettacolo lo ritengono un comico straordinariamente somigliante. Hitler, che si propone di tornare alla testa della nazione, assume il proposito di ricominciare da capo la scalata politica, come alla fine della prima guerra mondiale quando si impadronì di una formazione politica marginale e la trasformò nel Partito Nazionalsocialista Tedesco dei Lavoratori; decide quindi di piegare alle sue esigenze di conquista del potere la capacità di persuasione della TV .
La sua carriera televisiva prosegue, il pubblico impara a conoscerlo come “Il folle Hitler di YouTube”, poiché ha sfondato soprattutto sul canale video di internet; la Flashlight gli procura una segretaria, la signorina Krömeier (una ragazza di origini ebraiche e nipote di un'anziana donna sopravvissuta alla Shoah), un aiutante, Sawatzki (aspirante giornalista e fidanzato della Krömeier) e una trasmissione propria, che però lo porta a scontrarsi frontalmente con la stampa, in particolare con il quotidiano scandalistico Bild. La sua cinica astuzia politica tuttavia, coniugata con l'impossibilità logica a credere che si tratti davvero di Adolf Hitler, fa sì che la sua fama continui ad aumentare.
Siccome però i suoi deliranti interventi razzisti, nazionalisti e antisemiti vengono sempre accolti come una satira caustica contro il nazismo, un giorno Hitler finisce in un agguato di militanti del Partito nazista tedesco, di cui egli aveva pubblicamente criticato l'irresolutezza, che lo spediscono in ospedale con fratture multiple.
Durante il periodo di degenza in ospedale, Hitler riceve le richieste da parte molti partiti politici di unirsi a loro. L'aggressione subita dai neo-nazisti infatti ha aumentato la sua popolarità come "eroe e sostenitore della democrazia". Inoltre un editore gli chiede di pubblicare un libro scritto da lui, che in breve diventa un bestseller. 
Il libro si conclude con il matrimonio di Sawatzki e della Krömeier, la quale rimane incinta del loro primo figlio. Mentre Hitler, ormai all'apice del successo grazie al suo libro e al suo spettacolo, pianifica una seconda scalata al potere.

## Critica
(Lui è tornato)

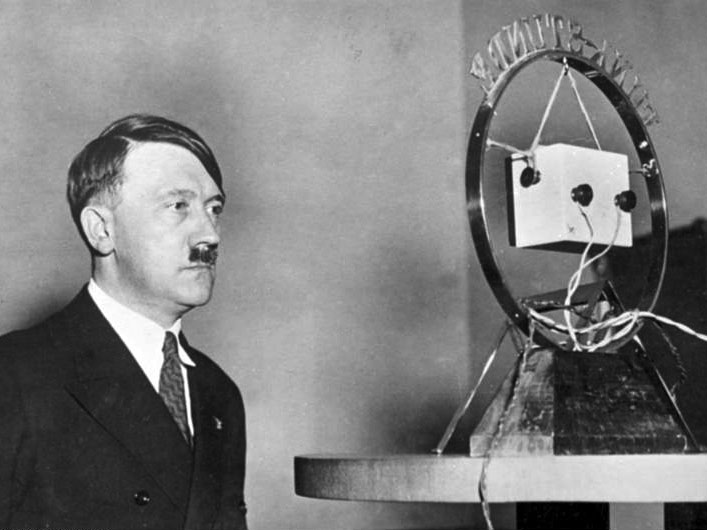
Hitler utilizzò sempre i mezzi di comunicazione di massa in funzione propagandistica

Il romanzo è raccontato dal punto di vista del redivivo Adolf Hitler, che scrive a posteriori; di conseguenza alcune indulgenze verso il protagonista, che la critica ha imputato a Timur Vermes, sono in realtà da attribuire alla voce del suo personaggio.
Il libro è molto documentato; in appendice c'è una sezione, sempre compilata dall'autore, in cui si spiegano gli avvenimenti citati nel testo narrativo, con una approfondita serie di rimandi a persone e eventi che inquadrano giustamente il romanzo nella sua prospettiva storica. La naturale identificazione del lettore consapevole con il protagonista, in base al principio della volontaria sospensione dell'incredulità, ottiene quindi l'effetto di procurargli una vertigine, una sensazione quasi nauseante.

## Accoglienza
In Germania è diventato un best seller, con più di 2 300 000 copie vendute, ed è stato tradotto in 41 lingue. In Italia è uscito il 15 maggio 2013, edito da Bompiani e tradotto da Francesca Gabelli.

## Trasposizione cinematografica
Nel 2015 ne è stato realizzato un adattamento cinematografico omonimo, per la regia di David Wnendt.

## Edizioni
- Timur Vermes, Lui è tornato, traduzione di Francesca Gabelli, collana Narratori stranieri, Bompiani, 2013,  p. 443, ISBN 978-88-452-7281-3.